# Liste des objets artificiels sur Vénus
Cet article recense les objets artificiels sur la surface de Vénus.

## Généralités
La planète Vénus a été visitée par quinze missions spatiales, s'étalant entre 1966 et 1985. Au total, elles ont apporté 22 tonnes de matériau terrestre à la surface de la planète. En revanche, aucun échantillon vénusien n'a encore été rapporté sur Terre, bien qu'il y ait eu un projet dans ce sens.
Par comparaison, les dix missions à avoir atterri sur Mars ne totalisent que le tiers de cette masse, illustration de la robuste construction nécessaire pour permettre aux sondes de résister à l'atmosphère de Vénus (450 °C et 92 bars à la surface).

## Liste
| Objet                              | Pays                          | Année                         | Masse (kg) | Localisation   |
| ---------------------------------- | ----------------------------- | ----------------------------- | ---------- | -------------- |
| Venera 3                           | Union soviétique              | 1966                          | 958        | Inconnue       |
| Venera 4, capsule                  | Union soviétique              | 1967                          | 1 104      | 19°N 38°E      |
| Venera 5, capsule                  | Union soviétique              | 1969                          | 1 128      | 3°S 18°E       |
| Venera 6, capsule                  | Union soviétique              | 1969                          | 1 128      | 5°S 23°E       |
| Venera 7, capsule                  | Union soviétique              | 1970                          | 1 180      | 5°S 351°E      |
| Venera 8, capsule                  | Union soviétique              | 1972                          | 1 180      | 10°S 335°E     |
| Venera 9, module d'atterrissage    | Union soviétique              | 1975                          | 2 015      | 32°N 291°E     |
| Venera 10, module d'atterrissage   | Union soviétique              | 1975                          | 2 015      | 16°N 291°E     |
| Pioneer Venus, bus                 | États-Unis                    | 1978                          | 290        | 37,9°S 290,9°E |
| Pioneer Venus, grande sonde        | États-Unis                    | 1978                          | 300        | 4,4°N 304,,0°E |
| Pioneer Venus, petite sonde - nord | États-Unis                    | 1978                          | 90         | 59,3°N 4,8°E   |
| Pioneer Venus, petite sonde - jour | États-Unis                    | 1978                          | 90         | 31,3°S 317,0°E |
| Pioneer Venus, petite sonde - nuit | États-Unis                    | 1978                          | 90         | 28,7°S 56,7°E  |
| Venera 11, module d'atterrissage   | Union soviétique              | 1978                          | 2 015      | 14°S 299°E     |
| Venera 12, module d'atterrissage   | Union soviétique              | 1978                          | 2 015      | 7°S 294°E      |
| Venera 13, module d'atterrissage   | Union soviétique              | 1982                          | 2 015      | 7,5°S 303°E    |
| Venera 14, module d'atterrissage   | Union soviétique              | 1982                          | 2 015      | 13,25°S 310°E  |
| Vega 1, unité de descente          | Union soviétique              | 1985                          | 1 500      | 7,5°N 177,7°E  |
| Vega 1, ballon                     | Union soviétique              | 1985                          | 6,9        | ?              |
| Vega 2, unité de descente          | Union soviétique              | 1985                          | 1 500      | 8,5°S 164,5°E  |
| Vega 2, ballon                     | Union soviétique              | 1985                          | 6,9        | ?              |
| Total estimé (hors carburant)      | Total estimé (hors carburant) | Total estimé (hors carburant) | 22 642     |                |